# 南加罗丘陵县
南加罗丘陵县（South Garo Hills District）是印度東北部梅加拉亞邦的一個縣。面積1,850平方公里，2001年人口99,105，人口密度每平方公里54人，識字率為53%。本縣於1992年建縣。

## 外部連結
- Official district government website

25°12′N 90°38′E / 25.200°N 90.633°E